# Wilhelm Gagner

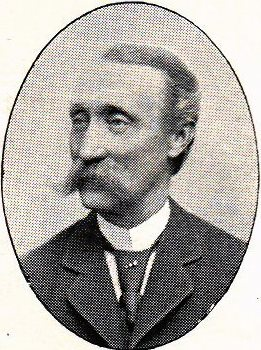
Wilhelm Gagner.

Carl Peter Wilhelm Gagner, född 29 november 1835 i Arvika församling, död 21 april 1912 i Malmö, var en svensk väg- och vattenbyggnadsingenjör. Han var son till Lars Peter Gagner och farbror till Marie Louise Gagner.
Gagner blev student vid Uppsala universitet 1852, avlade avgångsexamen från Högre artilleriläroverket på Marieberg 1858, blev nivellör vid Statens Järnvägar samma år samt utnämndes i Väg- och vattenbyggnadskåren 1862 till löjtnant, 1871 till kapten och 1887 till major och distriktschef.
Efter att han 1861 blev arbetschef för Simrishamns hamnbyggnad, utövade han en mycket omfattande verksamhet, speciellt som hamnbyggnadsingenjör i södra Sverige, där hamnarna i Helsingborg, Höganäs, Mölle, Lerberget och Halmstad utfördes efter hans förslag och under hans ledning. Vid sidan av detta upprättade han förslag till ett flertal hamnbyggnader (bland annat i Falkenbergs hamn, Laholm, Landskrona, Skanör, Trelleborg, Ystad, Karlshamn, Ronneby och Gävle). Åren 1906-08 var han permanent medlem av Fiskehamnskommissionen.
Gagner var överingenjör och kontrollant vid Kontinentalbanan och medlem av den första undersökningskommissionen för färjeleden Trelleborg-Sassnitz. Han upprättade på Kungl. Maj:ts uppdrag förslag till kraftstationer vid Trollhättan och Älvkarleby samt på enskilt uppdrag förslag till åtskilliga vattenkraftanläggningar och andra ingenjörsarbeten.